# Památník obětem dopravních nehod (Praha)
Památník obětem dopravních nehod je pomník vybudovaný poblíž nultého kilometru dálnice D1 v Praze na Chodově v blízkosti čerpací stanice pohonných hmot firmy MOL. Vybudován byl péčí Českého sdružení obětí dopravních nehod za finančního přispění též Evropského sociálního fondu a slavnostně odhalen byl 15. listopadu 2006.
Konají se zde upomínkové akce při světovém dni obětí dopravních nehod.